# Mezzago
Mezzago é uma comuna italiana da região da Lombardia, Província de Monza e Brianza, com cerca de 3.500 habitantes. Estende-se por uma área de 4 km², tendo uma densidade populacional de 875 hab/km². Faz fronteira com Cornate d'Adda, Sulbiate, Bellusco, Busnago.

## Demografia
| Variação demográfica do município entre 1861 e 2011                               |
|                                                                                   |
| Fonte: Istituto Nazionale di Statistica (ISTAT) - Elaboração gráfica da Wikipedia |